# 타로

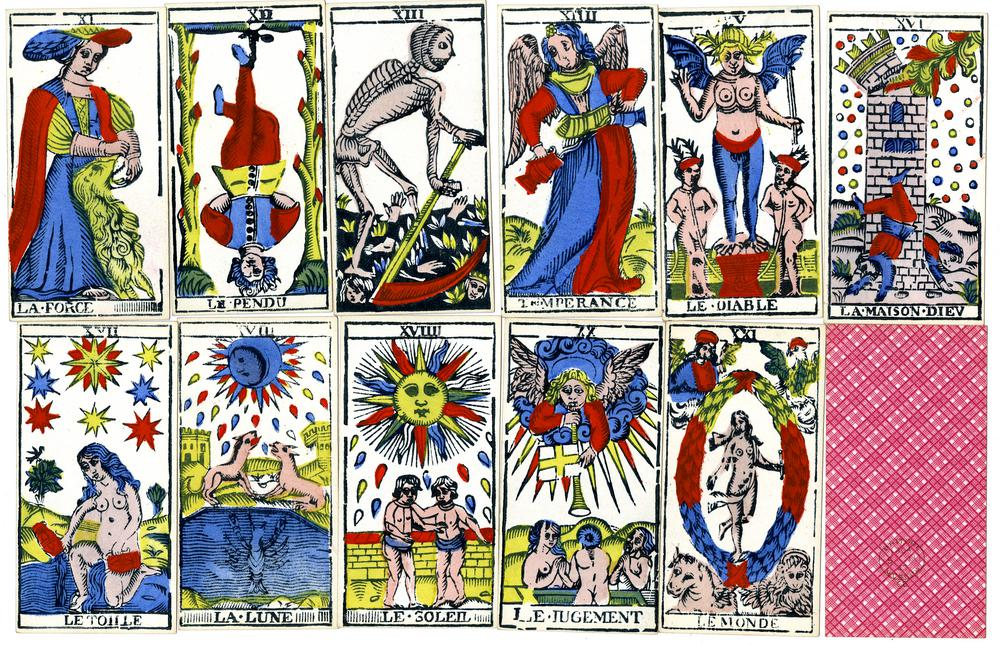
전형적인 18세기 팩인 마르세유의 타로의 일부 트럼프

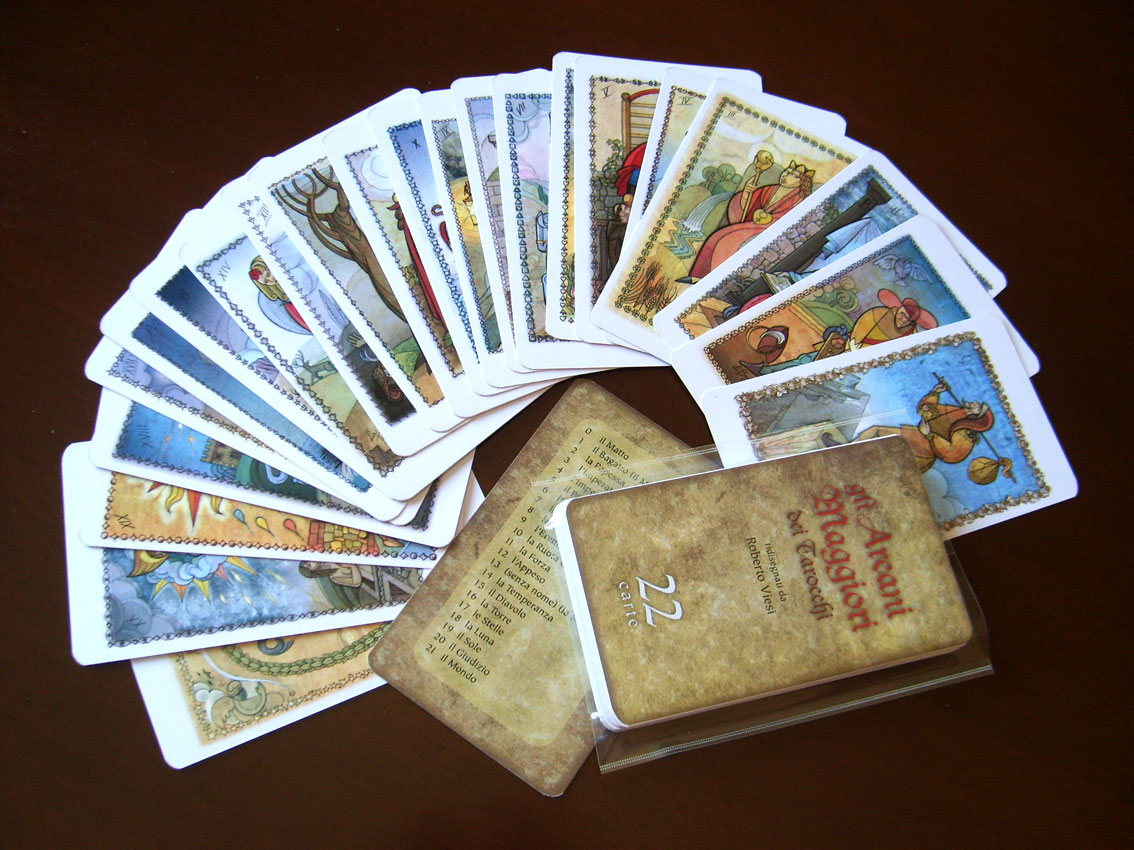
마르세유의 타로에서 영감을 받은 스물두 장의 대 아르카나 카드 덱으로, 독자적인 화풍으로 그려졌다.

타로(tarot)는 플레잉 카드의 일종으로, 적어도 15세기 중반부터 오늘날까지 유럽 각지에서 이탈리아의 타로키니, 프랑스 타로, 오스트리아의 쾨니그루펜 같은 게임을 하는데 쓰인다. 18세기 후반에 일부 타로 덱은 타로 카드 해석과 카드점을 통한 점술에 쓰이기 시작하여 이후 오컬트 목적으로 개발된 맞춤형 덱으로 이어졌다.
일반적인 플레잉 카드와 마찬가지로 타로는 네 가지 수트로 구성되며, 각 지역별로 북부 유럽에는 프랑스 수트, 남부 유럽에는 라틴 수트, 중부 유럽에는 독일 수트가 있다. 각 수트에는 열네 장의 카드가 있으며, 일(또는 에이스)에서 십까지 숫자가 매겨진 핍 카드, 네 장의 페이스 카드(킹, 퀸, 나이트, 잭/네이브/페이지)로 구성된다. 여기에 더하여, 타로는 서로 다른 스물한 장의 트럼프 슈트와 바보로 알려진 단일 카드가 있다. 타로 덱의 이 카드 스물두 장은 점술계에서 대 아르카나로 알려져 있다. 게임에 따라 바보가 으뜸 트럼프 역할을 하거나 다음 수트를 피하기 위한 플레이를 할 수 있다. 이 타로 카드는 오컬트와 상관없이 유럽 전역에서 여전히 전통적인 카드 게임을 하기 위해 쓰이고 있다.
이러한 게임을 자주 하지 않는 영어권 국가에서는 타로 카드를 주로 신기한 경험과 점괘를 목적으로 다루며, 보통 특수하게 제작된 카드 팩이 쓰인다. 타로를 카드점에 쓰는 일부는 이 카드가 고대 이집트나 이란, 카발라, 인도 탄트라, 역경과 내밀하게 이어져 있다고 믿는다. 그러나 학술 연구에 따르면 타로 카드는 15세기 북부 이탈리아에서 만들어졌으며, 18세기 후반 이전에 타로를 점을 치는 데 사용하였다는 역사적 증거는 전무하다.

## 역사

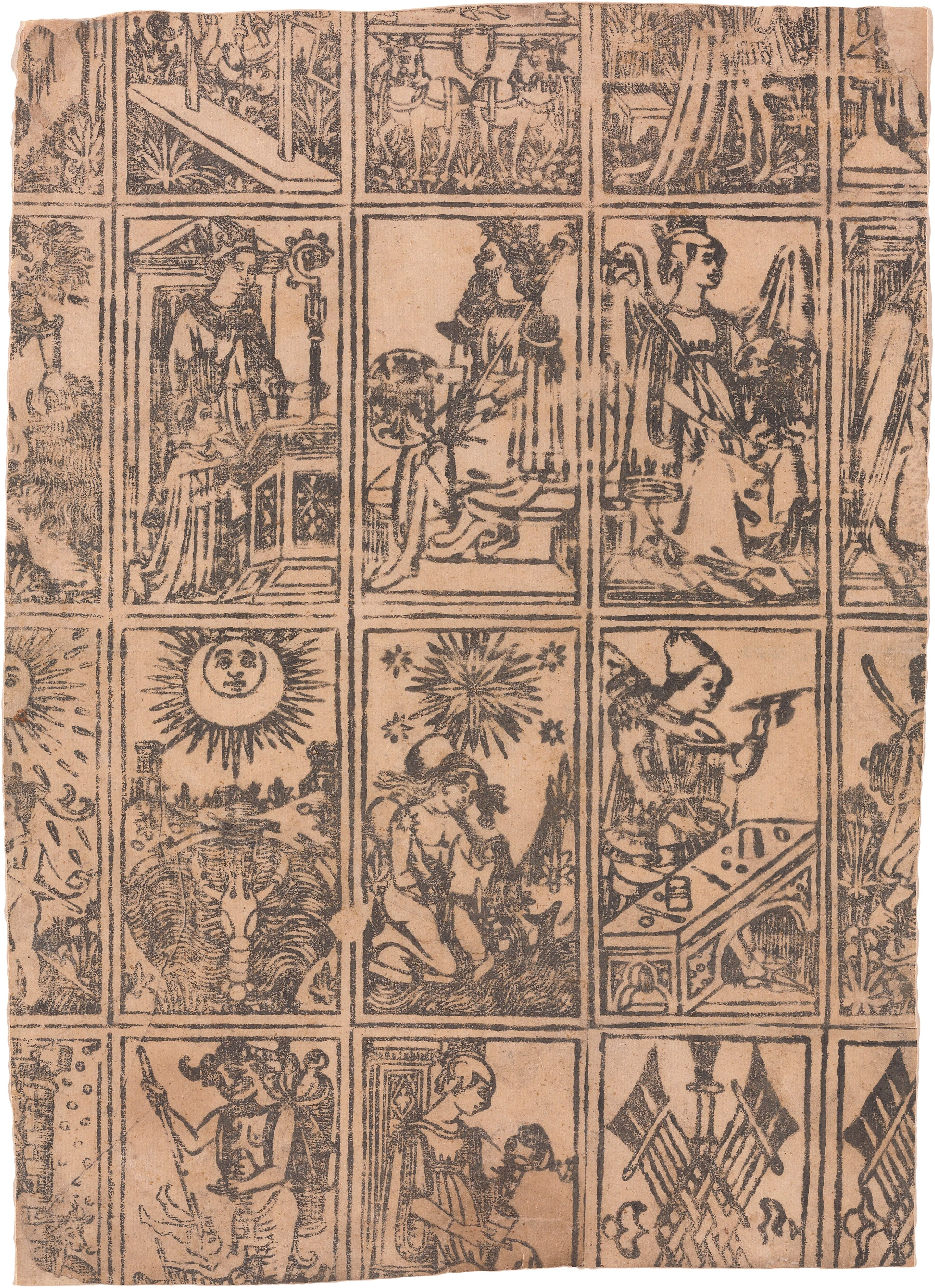
밀라네세 타로키, 1500년경.

플레잉 카드가 유럽에 처음 들어온 때는 14세기 후반이나, 그 기원은 알려져 있지 않다. 최초의 기록은 1367년 베른으로 거슬러 올라가며, 기록에서 볼 수 있듯이 유럽 전역으로 매우 빠르게 퍼진 것으로 보이며 대부분 카드 게임이 금지되었다. 이 카드의 모양과 수에 대해서는 알려진 바가 거의 없다. 1377년 프라이부르크임브라이스가우의 요하네스 폰 르하인펠덴이 문헌과 다른 판본을 통해 밝힌 유일한 중요한 정보는 기본 팩에 각 열세 장 카드로 구성된 현존하는 네 수트가 들어있다는 것으로, 코트는 데임과 퀸이 이미 알려져 있었음에도 주로 킹, 오버, 운터(원수)로 이루어졌다.
발전한 플레잉 카드의 초기 패턴 중 하나는 지휘봉이나 곤봉, 동전, 검, 잔의 수트로 이루어진 한 벌이었다. 이 수트는 전통적인 이탈리아, 스페인, 포르투갈 플레잉 카드 덱으로 여전히 쓰이고 있지만, 18세기 후반에 처음 등장한 타로 점괘 카드 팩에도 쓰인다.
최초로 문서에 기록된 타로 팩은 1440년에서 1450년 사이에 밀라노, 페라라, 피렌체, 볼로냐에서 기록되었으며, 당시 일반적인 네 수트의 팩에 우화적인 삽화가 그려진 추가적인 트럼프 카드가 더해졌다. 이 새로운 덱은 카르테 다 트리온피(carte da trionfi), 트리움프(triumph) 카드로 불리었으며, 추가된 카드는 간단하게 트리온피라고 하여 오늘날 영어의 트럼프(trumps)가 되었다. 트리온피에 대한 가장 초기의 기록은 1440년 피렌체의 법원 기록에서 카드 두 덱을 시지스몬도 판돌포 말라테스타에게 양도하는 것과 관련된 서면 진술에서 찾을 수 있다.
현존하는 가장 오래된 타로 카드는 15세기 중반에 밀라노 공국의 통치자들을 위해 그려진 비스콘티스포르차 타로 덱으로, 열다섯 덱만이 전해진다. 유실된 타로 부류의 팩은 필리포 마리아 비스콘티 공작이 의뢰하였고 1418년에서 1425년 사이에 마르티아노 다 토르토나가 기술한 것으로 보이는데, 그가 언급한 화가 미켈리노 다 베소초가 1418년 밀라노로 돌아왔고 마르티아노 자신은 1425년 사망하였기 때문이다. 그는 로마 신 그림이 있는 열여섯 장의 카드와 네 종류의 새를 묘사한 수트가 있는 예순 장 짜리 덱을 기술하였다. 여기서 열여섯 장의 카드는 "트럼프"로 간주하는데, 1449년 야코포 안토니오 마르첼로가 지금은 세상을 떠난 공작이 "새롭고 정교한 종류의 트럼프"(novum quoddam et exquisitum triumphorum genus)를 발명하였다고 회상하였기 때문이다. 1490년대 솔라부스카와 보이아르도비티 덱 또한 고전적인 모티프를 선보인 초기 덱이다.
피렌체에서는 민키아테라고 부르는 확장 덱을 사용하였다. 아흔일곱 장의 카드로 구성된 이 덱에는 전통적인 타로 모티프를 비롯하여 점성술 상징과 네 원소가 포함되어 있다.
15세기의 한 설교에서 도미니코회 수도사가 카드에 내재된 악(주로 도박에 쓰였기 때문에)에 대하여 맹렬히 비판하였으나, 초기 역사 동안 타로에 대한 일상적인 비난은 발견되지 않았다.
초기의 타로 카드는 손으로 그렸기 때문에 제작된 덱의 수는 적었을 것으로 추정된다. 카드의 대량 생산은 인쇄기가 발명된 이후에야 가능해졌다. 이탈리아 이외 지역으로 타로가 확장된 것은 이탈리아 전쟁 중 프랑스와 스위스로 넘어간 것이 처음이었다. 이 두 나라에서 쓰인 가장 중요한 타로 패턴은 밀라노 기원의 마르세유의 타로였다.

## 어원

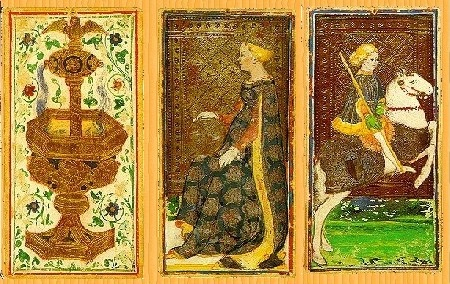
비스콘티스포르차 타로 덱의 카드 세 장. 왼쪽부터 컵의 에이스, 동전의 여왕, 지팡이의 기사.

타로(Tarot)와 독일어 타로크(Tarock)라는 단어는 이탈리아어 타로키(Tarocki)에서 파생된 것으로, 그 어원은 불확실하나 15세기 말과 16세기 초에 어리석음의 동의어로 타로크(taroch)가 쓰였다. 이 덱은 15세기 동안에는 오로지 트리온피(Trionfi)로만 알려졌다. 새로운 이름은 1502년경 브레시아에서 타로코(Tarocho)로 처음 등장하였다. 16세기 동안에는 표준 덱으로 플레이하지만 매우 유사한 이름(트리온파; Trionfa)을 공유하는 새로운 게임이 빠르게 인기를 얻었다. 이것은 이전의 게임이 타로키(tarocchi)로 이름이 바뀌는 것과 동시에 일어난 현상이었다. 현대 이탈리아어에서의 단수 표현은 타로코(Tarocco)이며, 명사로는 블러드오렌지 품종을 나타낸다. 한정사 타로코(Tarocco)와 동사 타로카레(Taroccare)는 어떤 것이 가짜이거나 위조되었음을 나타내는 데 쓰이는 지역적인 표현이다. 이 의미는 이탈리아에서 하는 타로키 게임에서 직접 유래한 것으로, 타로코(tarocco)는 다른 카드 대신 사용할 수 있는 카드를 가리킨다.

## 게임 덱

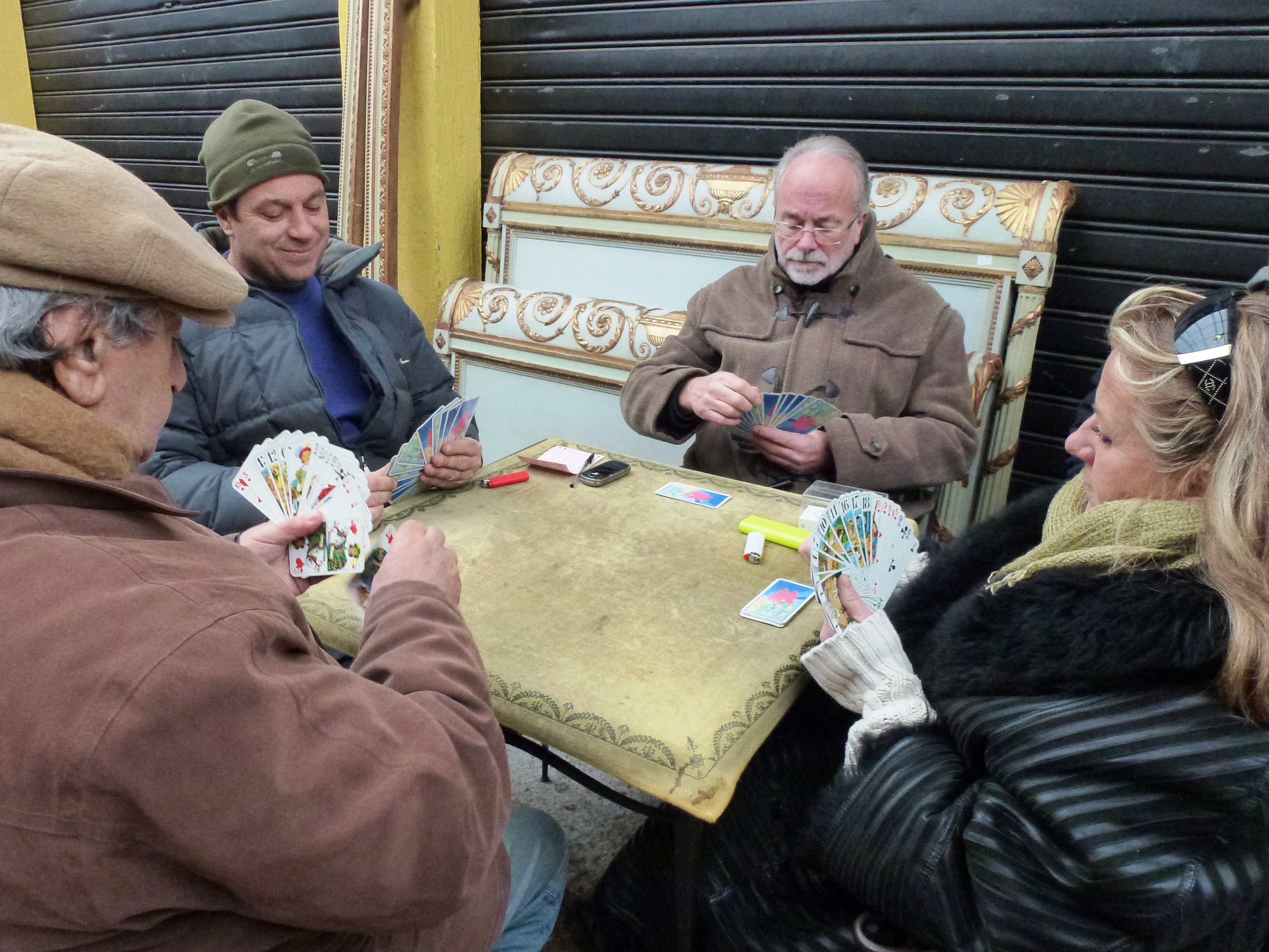
프랑스 타로 게임 세션

타로 카드의 원래 목적은 게임이었다. 1425년 이전 마르티아노 다 토르토나의 필사본에는 타로 부류 덱의 규칙에 대한 매우 피상적인 설명이 나와 있다. 1637년 프랑스 변형 규칙에 대한 최초의 완전한 설명이 있기 전까지 게임 플레이 또는 게임 용어에 대한 모호한 설명은 이후 2세기 동안 이어졌다. 타로 게임에는 다양한 지역적 변형이 있다. 타로키니는 볼로냐에서 남아있으며 피에몬테와 시칠리아에서도 여전히 플레이하고 있지만 일반적으로 이탈리아에서는 이 게임이 다른 지역보다 인기가 적다.
18세기에 타로의 가장 큰 부흥이 일어났고, 이 기간 동안 아일랜드와 대브리튼섬, 이베리아반도, 오스만령 발칸반도를 제외한 모든 지역에서 플레이되는 유럽에서 가장 인기 있는 카드 게임이 되었다. 프랑스 타로는 1970년대부터 또 다른 부흥을 겪었고 프랑스는 가장 강력한 타로 게임 커뮤니티를 보유하고 있다. 타로크(tarock, tarok, tarokk)로 알려진 지역 타로 게임은 이전 오스트리아-헝가리 제국의 국경 안의 중부 유럽에서 널리 행해지고 있다.

### 이탈리아 수트 덱

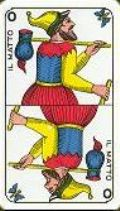
타로코 피에몬테세의 바보 카드

15세기 이탈리아 북부에서 처음 고안된 가장 오래된 형태의 타로 덱이다. 이 범주의 세 가지 덱은 특정 게임을 플레이하는 데 여전히 쓰이고 있다.
- 타로코 피에몬테세는 검, 지휘봉, 잔, 동전의 네 수트로 구성되고 각 수트에 왕, 여왕, 기사, 신하가 앞장서며 핍 카드가 뒤따르는 총 일흔여덟 장으로 되어 있다. 트럼프 20은 대부분의 게임에서 21보다 우선 순위이며 바보는 트럼프가 아님에도 숫자 0으로 매긴다.
- 스위스 1JJ 타로는 비슷하나 교황을 주피터로, 여교황을 주노로, 천사를 심판으로 대체한다. 트럼프는 숫자 순서대로 순위를 매기고 탑은 신의 집으로도 부른다. 타로코 피에몬테세와 달리 세로 양방향으로 볼 수 없고 한 방향으로만 그려진다.
- 타로코 볼로녜세는 일반 수트에서 2에서 5까지의 숫자 카드를 생략하여 예순두 장의 카드만 남겼다. 트럼프는 모두 숫자가 매겨져 있지 않고 네 등급이 서로 동일하다. 마르세유의 타로에서 유래한 것이 아니기 때문에 위의 두 덱과는 그림 디자인이 다르다.

### 이탈리아포르투갈 수트 덱
타로코 시칠리아노는 스페인 핍을 사용하지만 이탈리아 핍처럼 교차하는 소위 포르투갈 수트를 사용하는 유일한 덱이다. 가장 낮은 트럼프 미세리아(Miseria; 빈곤) 등 일부 트럼프가 다르다. 동전 2와 3, 곤봉, 검, 잔에서 각각 1에서 4까지의 숫자 카드를 생략하여 예순네 장의 카드이지만 동전의 에이스는 사용하지 않고 이전 인지세를 부담한다. 카드가 매우 작아 세로 양방향으로 볼 수 없다.[9]

### 프랑스 수트 덱
프랑스 수트 타로 트럼프의 삽화는 르네상스의 우화적 모티프를 없애 오래된 이탈리아 수트 디자인에서 상당히 벗어났다. 새로운 덱을 제외하면 프랑스 수트 타로 카드는 거의 대부분이 카드 게임에만 쓰인다. 1740년경 등장한 프랑스 수트 타로 1세대는 트럼프에 동물의 모습을 묘사하여 티르타로크(Tiertarock, Tier는 동물을 뜻하는 독일어)라고 불리었다. 1800년경에는 장르 아트나 베두타를 주로 사용하여 매우 다양한 덱이 만들어졌다. 현재 프랑스 수트 타로 덱은 다음과 같은 패턴으로 구성되어 있다.
- 인두스트리 운트 글뤼크(Industrie und Glück; 근면과 행운[a])는 트럼프에 로마 숫자를 사용한 중부 유럽의 장르 아트 타로크 덱이다. 쉰네 장의 카드로 구성되며, 빨강 수트의 5에서 10까지, 검정 수트의 1에서 6까지가 생략된다. A형, B형, C형의 세 가지 패턴이 있으며 C형이 표준이 되었고 A형과 B형은 한정판이나 특별판으로 유통된다.
- 타로 부르주아라고도 부르는 타로 누보는 일흔여덟 장이 카드 한 팩으로 구성되어 있다. 주로 프랑스에서 타로 게임, 덴마크에서 덴마크 타로크를 하는 데 쓰인다. 독일에서 체고를 할 때 종종 쓰이기도 한다. 장르 아트 트럼프의 모서리 인덱스에 아라비아 숫자를 달았다.
- 아틀러체고는 라인 상류 골짜기와 검은 숲, 보주산맥과 같은 인근 산악 지역에서 쓰이는 동물 타로이다. 인두스트리 운트 글뤼크 팩과 같은 방식으로 구성된 쉰네 장의 카드로 구성된다. 트럼프는 중앙 인덱스 내에 아라비아 숫자를 달았다.
- 슈미트체고는 F.X. 슈미트가 제작한 팩으로 타로 누보와 유사한 장르 신을 담고 있지만 아틀러체고 팩처럼 중앙에 아라비아 숫자를 달았다.

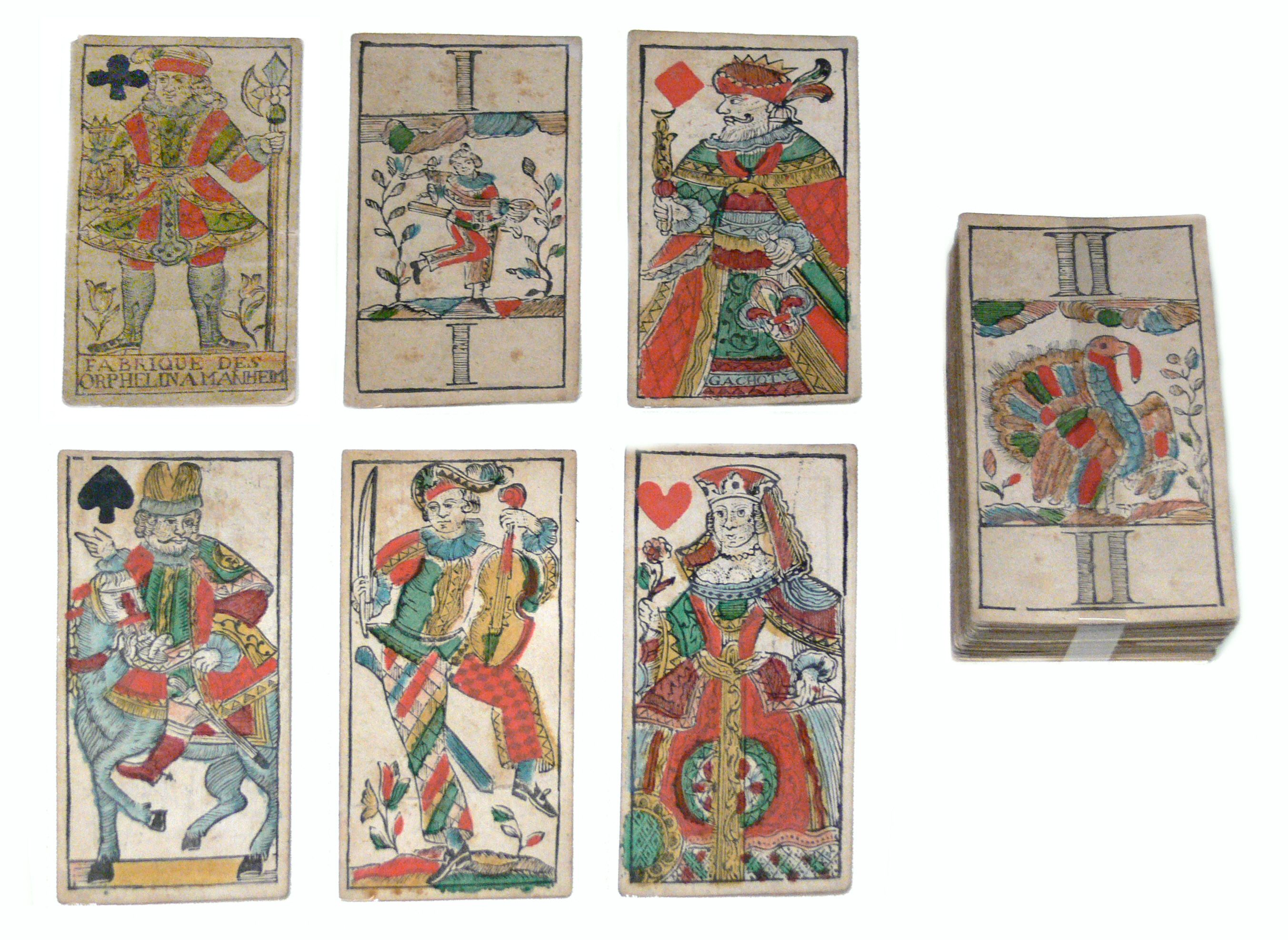
18세기 "티르타로크"의 예시
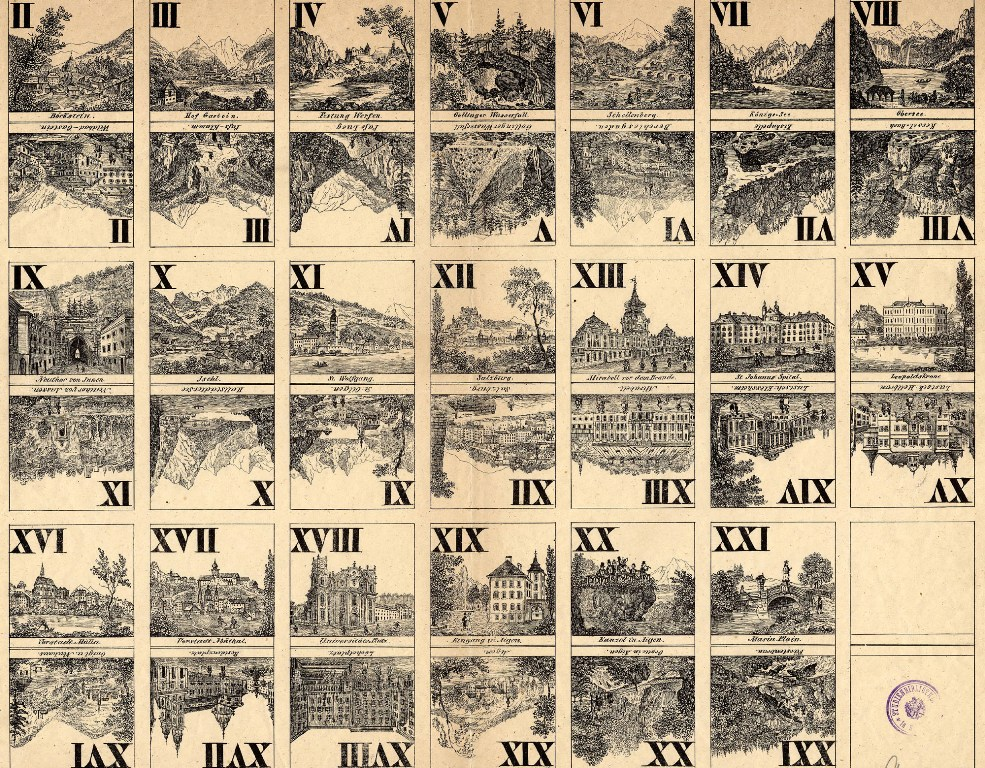
1840년경 잘츠부르크 페두타
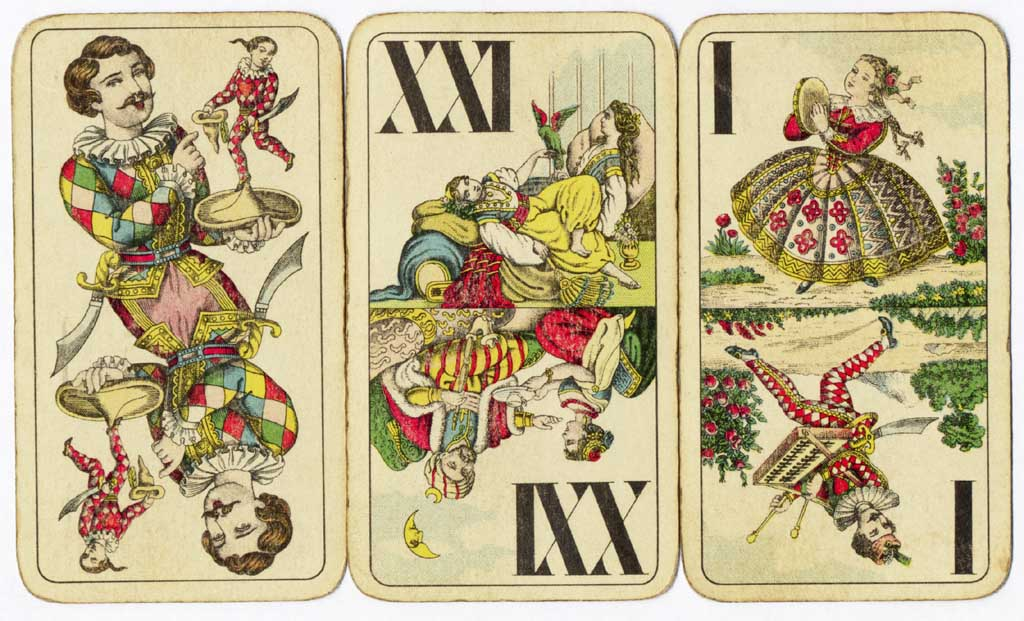
인두스트리 운트 글뤼크 타로크 트럼프
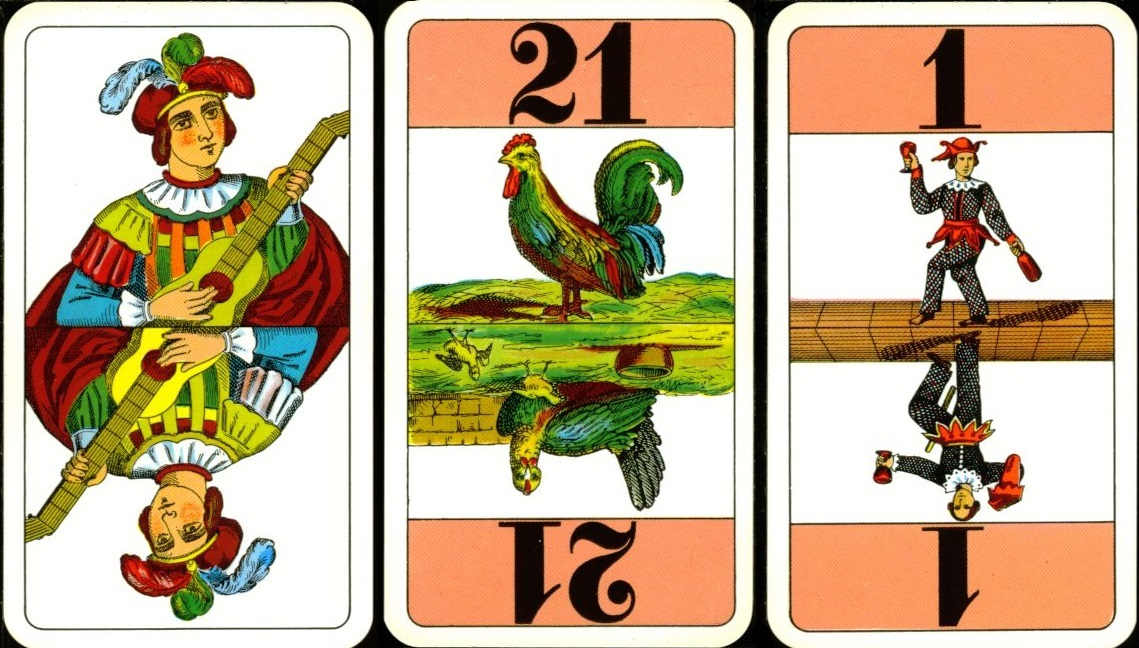
체고 트럼프
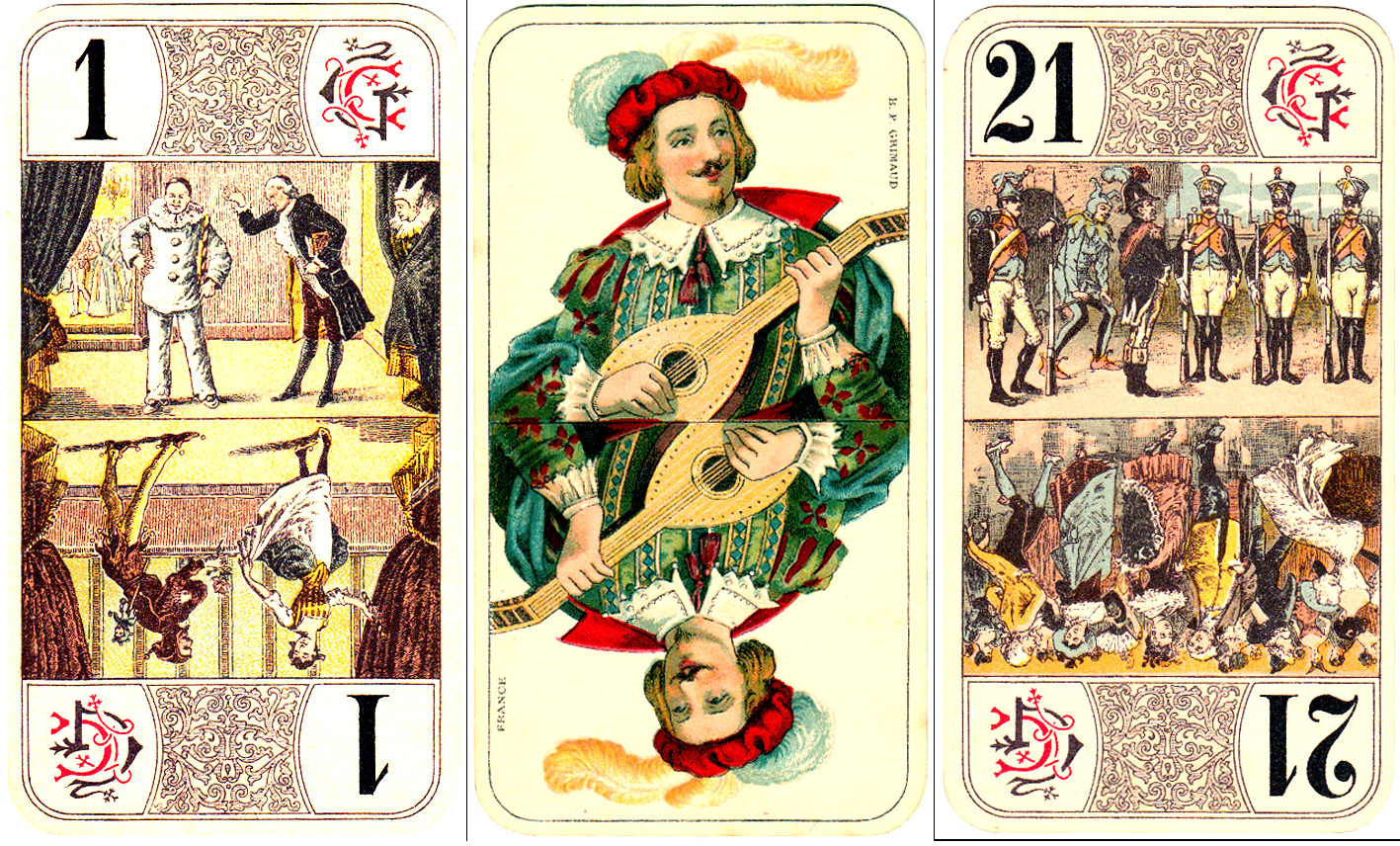
1910년경 타로 누보 트럼프

### 독일 수트 덱
독일의 각 주에서는 일흔여덟 장 구성의 카드 타로 팩을 다양하게 생산하였지만 오늘날에는 체고 팩 디자인 두 종만 남아있다. 하나는 ASS 알텐부르거가 제작한 체고 아틀러, 다른 하나는 F.X. 슈미트가 제작한 장르 신을 담은 체고로, 모두 프랑스 수트 덱이다. 그러나 타로크 카드로 판매하는 카드도 있는데, 표준 서른여섯 장의 카드로 구성된 독일 수트 덱으로 바우에른타로크, 뷔르트템베르크 타로크, 바이에른 타로크에 쓰인다. 이 카드들은 제대로 된 타로/타로크 팩이 아니라 서른여섯 장의 카드만 있는 표준 독일 수트 덱의 바이에른, 또는 뷔르템베르크 패턴이다. 핍 카드는 6에서 10까지 있으며, 언더 네이브(운터), 오버 네이브(오버), 킹, 에이스로 구성되어 있다. 클라베르야스처럼 에이스텐 순위를 사용하며, 에이스가 가장 높고 다음이 10, 킹, 오버, 운터, 9에서 6 순이다. 하트 수트가 기본 트럼프 수트이다. 바이에른 덱은 6을 모두 제외하고 스하프콥프를 하는 데에도 쓰인다.

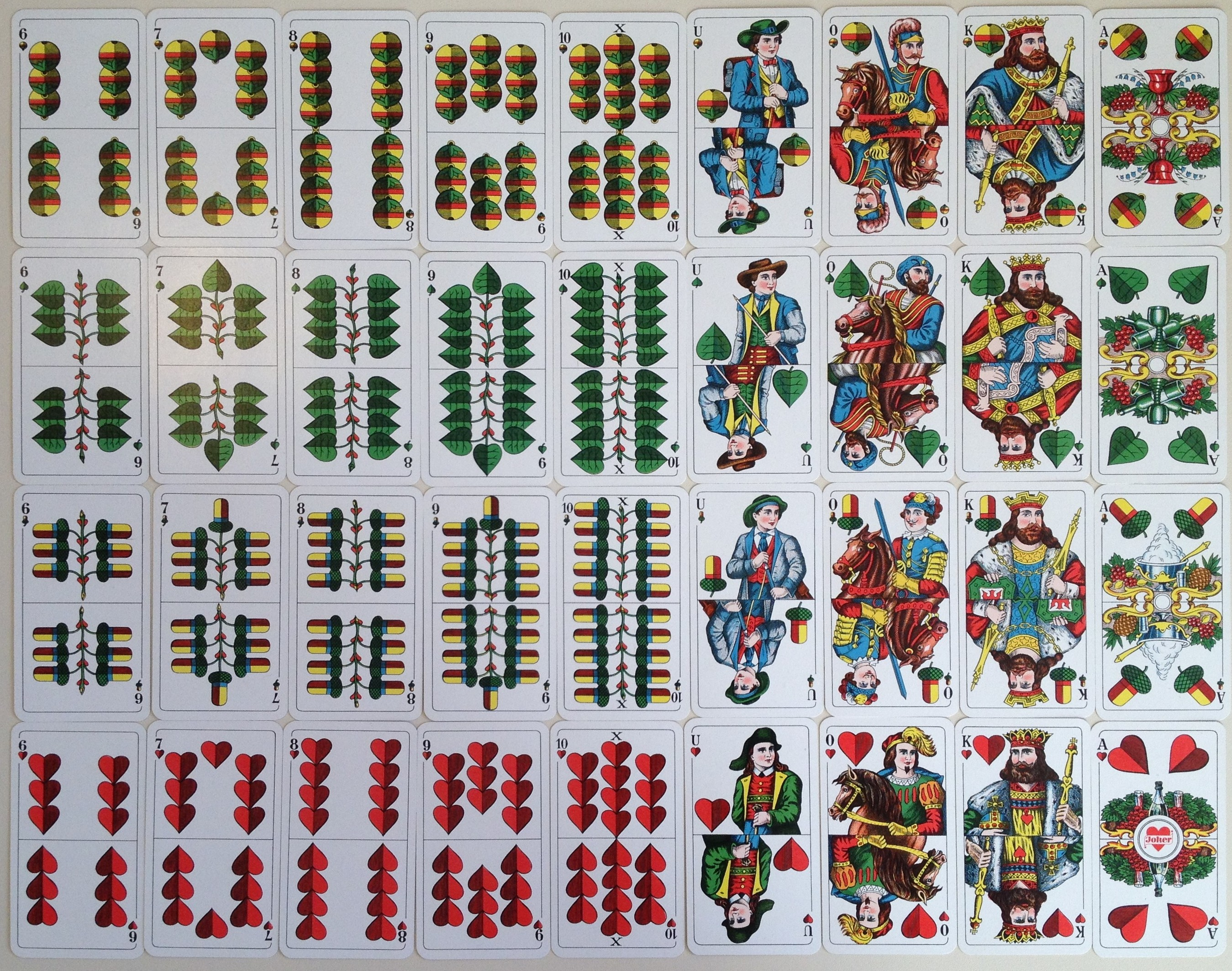
뷔르템베르크 타로크 카드

## 카드 리딩

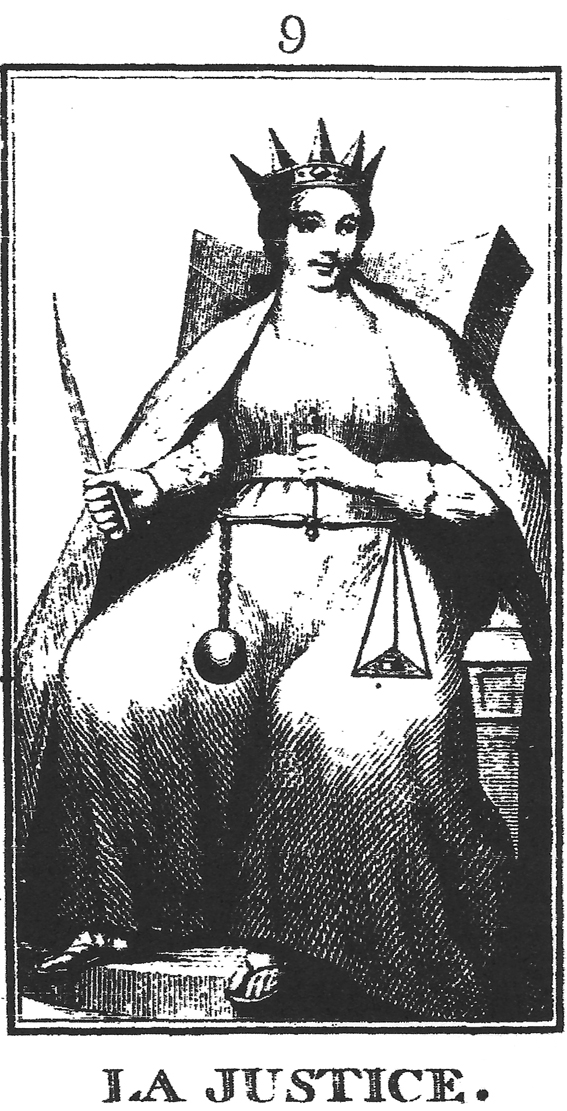
에틸라 타로(1785년)의 초기 원형. 정의 카드.

타로 덱이 카드점에 쓰인 가장 초기의 증거는 1750년경에 작성된 익명의 필사본에서 등장한다. 이 문서에는 타로코 볼레녜세 카드의 기초적인 점술적 의미가 기록되어 있다. 비전 타로의 대중화는 1780년대 파리의 앙투안 쿠르와 장바티스트 알리에트(에틸라)가 마르세유의 타로를 사용하면서 시작되었다. 프랑스 타로 플레이어들은 1900년경부터 마르세유의 타로보다 타로 누보를 플레이에 선호하게 되었고, 그 결과로 오늘날 마르세유 패턴은 카드 점쟁이들이 주로 사용하게 되었다.

### 오컬트 사용
에틸라는 1789년경 오컬트 목적으로 특별히 설계한 타로 덱을 최초로 발행하였다. 이러한 카드가 토트의 서에서 파생되었다는 입증되지 않은 미신에 따라 에틸라의 타로는 고대 이집트와 관련한 주제를 담고 있었다.
신비주의자들이 사용하는 일흔여덟 장짜리 타로 덱은 크게 두 부분으로 나뉜다.
- 대 아르카나, 또는 트럼프 카드는 수트 없이 다음의 스물두 장의 카드로 구성되어 있다.
  - 마술사, 여교황, 여제, 황제, 교황, 연인, 전차, 힘, 은자, 운명의 바퀴, 정의, 매달린 사람, 죽음, 절제, 악마, 탑, 별, 달, 태양, 심판, 세계, 바보로 이루어져 있다. 마법사에서 세계까지의 카드는 로마 숫자로 I부터 XXI까지 번호가 매겨져 있는 반면, 바보는 번호가 없는 유일한 카드이며 때때로 덱의 시작 부분에 0으로 놓이거나 끝에 XXII로 배치된다.
- 소 아르카나는 쉰여섯 장의 카드로 구성되어 있으며 각각 열네 장의 카드로 구성된 네 개의 수트로 나뉜다.
  - 각 번호가 매겨진 카드 열 장과 코트 카드 네 장. 코트 카드는 네 개의 타로 수트 각각에 있는 왕, 여왕, 기사, 시종/신하이다. 전통적인 이탈리아 타로 수트는 검, 지휘봉, 동전, 잔이다. 그러나 현대의 오컬트 타로 덱에서 지휘봉 수트는 종종 완드나 막대, 지팡이라고 불리며, 동전 수트는 종종 펜타클 또는 디스크라고 불린다.

"대 아르카나"와 "소 아르카나"라는 용어는 장바티스트 메이저 아르카나"와 "마이너 아르카나"라는 용어는 장바티스트 피투아(폴 크리스티앙)가 처음 사용하였으며 타로 카드 게임과 관련하여 사용된 적이 없다. 일부 덱은 주로 예술 작품으로 존재하며 이러한 예술 덱에는 스물두 장의 대 아르카나만 포함되어 있는 경우가 있다.
비전 타로에 사용되는 가장 일반적인 세 가지 덱은 마르세유의 타로, 라이더-웨이트-스미스 타로 덱, 토트 타로 덱이다.
레이디 프리다 해리스와 함께 토트 덱을 고안한 알리스터 크롤리는 타로에 대하여 다음과 같이 말하였다. "이 카드 팩의 기원은 매우 불분명하다. 일부 관계자는 그것을 고대 이집트의 미스터리까지 거슬러 올라가려고 한다. 다른 이들은 그것을 15세기 혹은 16세기까지 앞당기려고 한다 ... [그러나] 타로에 대한 궁극적인 관심의 유일한 이론은 타로가 성 카발로의 자료에 기초한 우주의 감탄할 만한 상징적 그림이라는 것이다."

## 타로카드 종류
- 클래식 계열 : 비스콘티-스포르차 타로카드
- 웨이트 계열 : 라이더를 근간으로 한 타로 덱
  - 라이더 웨이트 타로
  - 유니버셜 웨이트
- 토트 계열 : 알레이스터 크로울리가 만든 덱
- 모던 계열 : 기본적으로 웨이트를 기반으로 덱 제작자가 상징 체계 및 여러 모티브를 토대로 제작자가 새로 창작한 덱
- 오라클 카드 : 78장의 타로카드는 아니지만 타로카드와 비슷한 형태의 독창적인 포춘쿠키처럼 카드에 직관적인 메세지가 적혀 있거나 그림만으로 자유로운 해석이 가능한 카드
- 미디어 믹스 계열 : 실사용의 목적보다는 특정 장르를 향유하는 팬덤에서 굿즈 목적으로 제작된 덱
- 게임용 덱

## 같이 보기
- 운세

## 주해
1. ↑  "근면과 행운"은 "인두스트리 운트 글뤼크"의 현대적 의미이다. 예시: Placardi, Carl (1766). Das Kaiserliche Sprach- und Wörterbuch, Cölln am Rhein: Metternich, pp. 72, 83.

## 서지
- Decker, Ronald, Thierry Depaulis and Michael Dummett. A Wicked Pack of Cards. London: Duckworth. ISBN 0-7156-2713-9
- Dummett, Michael (1980). The Game of Tarot. Duckworth, London. ISBN 0 7156 1014 7

## 더 읽어보기
- Bailey, Sarah Pulliam (December 10, 2021). “Tarot cards are having a moment with help from pandemic”. 《Washington Post》 (미국 영어). ISSN 0190-8286.